# Адміністративний устрій Чуднівського району
Головна стаття — Чуднівський район
Адміністративний устрій Чуднівського району — адміністративно-територіальний поділ Чуднівського району Житомирської області на міську, селищну та 2 сільські об'єднані територіальні громади, 2 селищні та 4 сільські ради, які об'єднують 60 населених пунктів та підпорядковані Чуднівській районній раді. Адміністративний центр — місто Чуднів.

## Сучасний устрій району

### Список громад
| № | Назва                              | Центр                | Населені пункти | Площа км² | Місце за площею | Населення (2001), чол. | Місце за населенням |
| - | ---------------------------------- | -------------------- | --- | --------- | --------------- | ---------------------- | ------------------- |
| 1 | Великокоровинецька селищна громада | смт Великі Коровинці | смт Великі Коровинці с. Михайленки с. Пилипівка с. П'ятка с. Рачки |           |                 |                        |                     |
| 2 | Вільшанська сільська громада       | с. Вільшанка         | с. Бейзимівка с. Вільшанка с. Галіївка с. Карпівці с. Троща с. Шевченка с. Ясопіль |           |                 |                        |                     |
| 3 | Краснопільська сільська громада    | с. Краснопіль        | с. Безпечна с. Краснопіль с. Молочки с. Мотрунки с. Носівки с. Стетківці с. Суслівка |           |                 |                        |                     |
| 4 | Чуднівська міська громада          | м. Чуднів            | с. Бабушки с. Будичани с. Городище с. Дацьки с. Дідківці с. Довбиші с. Дреники с. Дриглів с. Дубище с. Йосипівка с. Кихті с. Княжин с. Короченки с. Красноволиця с. Красногірка с. Красносілка с. Малі Коровинці с. М'ясківка с. Рижів с. Стовпів с. Судачівка с. Турчинівка с. Тютюнники м. Чуднів с. Ясногірка |           |                 |                        |                     |

### Список рад
| № | Назва                         | Центр          | Населені пункти                                                | Площа км² | Місце за площею | Населення (2001), чол. | Місце за населенням |
| - | ----------------------------- | -------------- | -------------------------------------------------------------- | --------- | --------------- | ---------------------- | ------------------- |
| 1 | Вакуленчуківська селищна рада | смт Вакуленчук | смт Вакуленчук                                                 |           |                 |                        |                     |
| 2 | Іванопільська селищна рада    | смт Іванопіль  | смт Іванопіль с. Медведиха с. Радісне                          |           |                 |                        |                     |
| 3 | Бурковецька сільська рада     | с. Бурківці    | с. Бурківці с. Лихосілка                                       |           |                 |                        |                     |
| 4 | Жеребківська сільська рада    | с. Жеребки     | с. Жеребки с. Певна с. Польова Слобідка с-ще Поштове с. Степок |           |                 |                        |                     |
| 5 | Кілківська сільська рада      | с. Кілки       | с. Кілки с. Волосівка с. Подолянці                             |           |                 |                        |                     |
| 6 | Маловолицька сільська рада    | с. Мала Волиця | с. Мала Волиця с. Дібрівка                                     |           |                 |                        |                     |

## Устрій до реформи (2015 року)
Адміністративно-територіально Чуднівський район до початку адміністративної реформи поділявся на 1 міську, 3 селищні і 25 сільських рад, які об'єднували 60 населених пунктів та були підпорядковані Чуднівській районній раді. Адміністративний центр — місто Чуднів.
| №  | Назва                           | Центр                | Населені пункти                                                      | Площа км² | Місце за площею | Населення (2001), чол. | Місце за населенням |
| -- | ------------------------------- | -------------------- | -------------------------------------------------------------------- | --------- | --------------- | ---------------------- | ------------------- |
| 1  | Чуднівська міська рада          | м. Чуднів            | м. Чуднів                                                            |           |                 |                        |                     |
| 2  | Вакуленчуківська селищна рада   | смт Вакуленчук       | смт Вакуленчук                                                       |           |                 |                        |                     |
| 3  | Великокоровинецька селищна рада | смт Великі Коровинці | смт Великі Коровинці с. Михайленки                                   |           |                 |                        |                     |
| 4  | Іванопільська селищна рада      | смт Іванопіль        | смт Іванопіль с. Медведиха с. Радісне                                |           |                 |                        |                     |
| 5  | Бабушківська сільська рада      | с. Бабушки           | с. Бабушки с. Дацьки с. М'ясківка                                    |           |                 |                        |                     |
| 6  | Безпечнянська сільська рада     | с. Безпечна          | с. Безпечна                                                          |           |                 |                        |                     |
| 7  | Бейзимівська сільська рада      | с. Бейзимівка        | с. Бейзимівка                                                        |           |                 |                        |                     |
| 8  | Будичанська сільська рада       | с. Будичани          | с. Будичани                                                          |           |                 |                        |                     |
| 9  | Бурковецька сільська рада       | с. Бурківці          | с. Бурківці с. Лихосілка                                             |           |                 |                        |                     |
| 10 | Вільшанська сільська рада       | с. Вільшанка         | с. Вільшанка                                                         |           |                 |                        |                     |
| 11 | Галіївська сільська рада        | с. Галіївка          | с. Галіївка                                                          |           |                 |                        |                     |
| 12 | Дриглівська сільська рада       | с. Дриглів           | с. Дриглів с. Кихті с. Рижів                                         |           |                 |                        |                     |
| 13 | Дубищенська сільська рада       | с. Дубище            | с. Дубище с. Дідківці                                                |           |                 |                        |                     |
| 14 | Жеребківська сільська рада      | с. Жеребки           | с. Жеребки с. Певна с. Польова Слобідка с-ще Поштове с. Степок       |           |                 |                        |                     |
| 15 | Карповецька сільська рада       | с. Карпівці          | с. Карпівці с. Шевченка                                              |           |                 |                        |                     |
| 16 | Кілківська сільська рада        | с. Кілки             | с. Кілки с. Волосівка с. Подолянці                                   |           |                 |                        |                     |
| 17 | Красногірська сільська рада     | с. Красногірка       | с. Красногірка с. Довбиші с. Йосипівка с. Красноволиця               |           |                 |                        |                     |
| 18 | Краснопільська сільська рада    | с. Краснопіль        | с. Краснопіль                                                        |           |                 |                        |                     |
| 19 | Красносільська сільська рада    | с. Красносілка       | с. Красносілка с. Ясногірка                                          |           |                 |                        |                     |
| 20 | Маловолицька сільська рада      | с. Мала Волиця       | с. Мала Волиця с. Дібрівка                                           |           |                 |                        |                     |
| 21 | Молочківська сільська рада      | с. Молочки           | с. Молочки с. Мотрунки                                               |           |                 |                        |                     |
| 22 | Носівська сільська рада         | с. Носівки           | с. Носівки с. Суслівка                                               |           |                 |                        |                     |
| 23 | П'ятківська сільська рада       | с. П'ятка            | с. П'ятка с. Пилипівка                                               |           |                 |                        |                     |
| 24 | Рачківська сільська рада        | с. Рачки             | с. Рачки                                                             |           |                 |                        |                     |
| 25 | Стетковецька сільська рада      | с. Стетківці         | с. Стетківці                                                         |           |                 |                        |                     |
| 26 | Стовпівська сільська рада       | с. Стовпів           | с. Стовпів с. Дреники                                                |           |                 |                        |                     |
| 27 | Трощанська сільська рада        | с. Троща             | с. Троща с. Ясопіль                                                  |           |                 |                        |                     |
| 28 | Турчинівська сільська рада      | с. Турчинівка        | с. Турчинівка с. Княжин                                              |           |                 |                        |                     |
| 29 | Тютюнниківська сільська рада    | с. Тютюнники         | с. Тютюнники с. Городище с. Короченки с. Малі Коровинці с. Судачівка |           |                 |                        |                     |

* Примітки: м. — місто, смт — селище міського типу, с. — село, с-ще — селище

## Історія
Район утворено 7 березня 1923 року в складі Житомирської округи з 26 сільських рад Чуднівської та П'ятківської волостей Житомирського та Полонського повітів Волинської губернії. 21 червня 1924 року до складу району передано Волосівську, Карповецьку, Колківську, Красновульської, Красносільську та Стовпівську сільські ради Любарського району.
Внаслідок віднесення району до Бердичівської округи в 1925 році, 13 сільських рад (Березівська, Биківська, Буратинська, Вилівська, Годихська, Дранецькохатківська, Карвинівська, Садківська, Соболівська, Станіславівська, Тартачківська, Чудновогутська, Ясногородська) передано до складу Миропільського району. До складу району включено Пилипівську, П'ятківську та Соснівську сільські ради Троянівського району, Бейзимівську, Великокоровинецьку та Рачківську сільські ради Янушпільського району, Романківську та Шуляйківську сільські ради Миропільського району. 2 січня 1926 року в складі району утворено Городищенську, Пилипівську російську, Подолянецьку, Рижівську та Хижинецьку, 4 вересня 1928 року — Дацьківську, Кихтянську, Турчинівську, Михайленківську сільські ради та П'ятківську селищну раду.
13 лютого 1935 року Рацівську, Романівську та Шуляйківську сільські ради передано до складу Дзержинського району, з котрого передано до складу Чуднівського району Грем'яцьку сільську раду. 17 лютого 1935 року Соснівську сільську раду передано до складу Троянівського району.
В 1941-44 роках територія району входила до складу гебітскомісаріату Чуднів Генеральної округи Житомир. Були утворені Баришівська, Довбишанська, Дреницька, Красногурська, Лутаївська, Манівська, Мясківська, Новосільська, Сідачівська, Цицелівська та Шевченківська сільські управи.
11 серпня 1954 року ліквідовані Городищенська, Грем'яцька, Дацьківська, Княжинська, Корочинська, Михайленківська, Пилипівська Друга (російська), Подолянецька, Рижівська, Старочуднівська, Хижинецька та Цицелівська сільські ради. 5 березня 1959 року об'єднано Дідковецьку та Дубищенську сільські ради, ліквідовано Новчуднівську сільську раду. 20 березня 1959 року Буряківську, Лемешівську, Лісово-Слобідську та Райгородоцьку сільські ради передано до складу Бердичівського району.
8 червня 1960 року розформовані Стовпівська та Малокоровинецька сільські ради. 30 грудня 1962 року район ліквідовано, територію передано до складу Бердичівського району. Район відновлено 8 грудня 1966 року з Великокоровинецькою, Іванопільською, Чуднівською селищними та Бабушківською, Вільшанською, Галіївською, Дриглівською, Дубищенською, Жеребківською, Карповецькою, Кілківською, Маловолицькою, П'ятківською, Рачківською, Трощанською, Турчинівською, Тютюнниківською сільськими радами Бердичівського району, Бурковецькою, Краснопільською, Красносільською, Молочківською, Носівською та Стетковецькою сільськими радами Любарського району у складі.
4 серпня 1986 року в складі району утворено Вакуленчуківську селищну раду, 21 червня 1991 року відновлено Галіївську, 26 червня 1992 року — Безпечнянську та Стовпівську сільські ради.
6 вересня 2012 року смт Чуднів було віднесене до категорії міст районного підпорядкування, відповідно Чуднівську селищну раду було реорганізовано в міську.
До початку адміністративно-територіальної реформи в Україні (станом на початок 2015 року) до складу району входили міська, 3 селищні та 25 сільських рад.
22 серпня 2016 року в складі району утворилась Краснопільська сільська територіальна громада, до складу котрої увійшли Безпечнянська, Краснопільська, Молочківська, Носівська та Стетковецька сільські ради Чуднівського району.
11 липня 2018 року в складі району утворилась Чуднівська міська територіальна громада, до складу котрої увійшли та 15 січня 2019 року припинили існування Чуднівська міська та Бабушківська, Будичанська, Дриглівська, Дубищенська, Красногірська, Красносільська, Стовпівська, Турчинівська, Тютюнниківська сільські ради Чуднівського району.
27 липня 2018 року в складі району було утворено Вільшанську сільську територіальну громаду, до складу котрої увійшли Бейзимівська, Вільшанська, Галіївська, Карповецька та Трощанська сільські ради Чуднівського району.
24 грудня 2019 року в складі району було утворено Великокоровинецьку селищну територіальну громаду, до складу котрої увійшли Великокоровинецька селищна та П'ятківська і Рачківська сільські ради Чуднівського району.
На час ліквідації району, відповідно до Постанови Верховної Ради України від 17 липня 2020 року, до його складу входили міська, селищна та 2 сільські об'єднані територіальні громади, 2 селищні та 4 сільські ради.